# Srem Gap
Das Srem Gap (englisch; bulgarisch Сремска седловина Sremska sedlowina) ist ein abgeflachter, über 700 m hoher und 1,35 km langer Bergsattel im Norden des Grahamlands auf der Antarktischen Halbinsel. Auf der Trinity-Halbinsel liegt er zwischen dem Russell-West-Gletscher im Nordwesten und einem Nebengletscher des Russell-East-Gletscher im Südosten. Er verbindet den Irakli Peak und die Trakiya Heights im Südwesten mit Mount Canicula im Nordosten.
Deutsche und britische Wissenschaftler kartierten ihn 1996 gemeinsam. Die bulgarische Kommission für Antarktische Geographische Namen benannte ihn 2010 nach der Ortschaft Srem im Südosten Bulgariens.